# Copelatus externus
Copelatus externus là một loài bọ cánh cứng trong họ Bọ nước. Loài này được Kirsch miêu tả khoa học năm 1873.